# Indiens demografi
Indien är världens folkrikaste land strax förre Kina. Landet har en låg medelålder och mer än halva landet befolkning är under 25 års ålder. 2011 var 79,8 % av invånarna hinduer och 14,2 % muslimer.
I Indien finns världens folkrikaste delstat, Uttar Pradesh, med 200 miljoner invånare.
Indien upptar redan 17,5 procent av världens befolkning, och antas bli världens folkrikaste land 2025, och då passera Folkrepubliken Kina, och befolkningen väntas vara 1,6 miljarder 2050. Befolkningen ökar med 1,41 procent per år, rankad 102:a i världen 2010.
Folktätheten är störst på den nordindiska slätten (främst i Västbengalen) och vid sydkusterna. Huvuddelen av invånarna lever i någon av landets mer än 500 000 byar. Men den snabba folkökningen och en kolossal inflyttning till städerna har skapat ett tjugotal miljonstäder; störst är storstadsregionerna Bombay (ca 12 milj. inv.), Calcutta (ca 11 milj.), Delhi (8,4 milj.) och Madras (ca 5 milj.). Genom höga födelsetal och sjunkande dödstal har befolkningen mer än fördubblats under 1900-talet och Indira Gandhis regering lanserade på 1970-talet en offensiv kampanj för familjeplanering. Befolkningsexplosionen ställer Indien inför oerhörda problem med utbredd fattigdom och undernäring bland breda folklager. Kvinnan har haft en utsatt ställning, särskilt som ogift eller änka (se änkebränning). Fortfarande gifter man sig oftast inom sin kast och giftermål arrangeras i regel av familj och äktenskapsmäklare utan att parterna tillfrågas. Kraven på hög hemgift till brudgummens familj gör att många fattiga familjer ser det som en börda att få mer än en dotter.

## Språk och religion

Karta som visar befolkningstätheten i Indiens distrikt, baserat på folkräkningen 2001.

Det indiska samhället är mycket heterogent. Här blandas ett stort antal folk, språk och kulturer. Språksplittringen är svårbemästrad med 700–800 olika språk och dialekter. Indelningen i delstater följer i stort språkgränserna och de regionala (etniska och språkliga) motsättningarna har, liksom de religiösa en stark sprängkraft i den indiska staten. Befolkningen bär spår av olika vågor av invandring: i norr indoarier (som talar indoeuropeiska språk), i söder dravider, som trängts undan från norra Indien av indoarierna. Språkligt kan landet indelas i två huvudgrupper. Den största är de indoariska språken i norra och mellersta delarna; hit hör bl.a. hindi (som behärskas av omkring 40 procent), bengali, punjabi samt urdu (som talas av Indiens muslimer och i Pakistan). Den andra större gruppen är språken i söder, t.ex. det gamla kulturspråket tamil samt telugu och malayalam. Officiella språk är bl.a. hindi, engelska (en rest av kolonialtiden) och det klassiska litteraturspråket sanskrit. Relativt små är mundaspråken samt mongolspråken bland bergsfolken i norr. Hälften av befolkningen är analfabeter.

### Hinduismen
Indien saknar statsreligion men drygt 80 procent av befolkningen är hinduer. Hinduismen har utvecklats ur indoariska grundtankar och dess myller av gudar, skiftande frälsningsvägar och kastväsen har format hinduernas föreställningsvärld. Hindun håller kon helig, den folkliga fromheten är utbredd och vallfärder företas ofta till heliga platser, bl.a. till Varanasi vid Ganges, där pilgrimerna tar rituella bad och sprider askan från anhörigas likbål. Kastväsendet är alltjämt mycket starkt och befäster de sociala skillnaderna i samhället. Lägst av alla står de lågkastiga eller "oberörbara" (Gandhi kallade dem harijaner, Guds folk). De lever i yttersta misär, inte minst i miljonstädernas slumområden, och får nöja sig med föraktade, "orena" arbeten. När Indien 1997 för första gången fick en president tillhörande de lågkastiga (Kocheril Raman Narayanan) var det en viktig framgång för försök att överbrygga samhällsklyftorna. Under 1990-talet har den fundamentalistiska hinduhögern propagerat för att hinduismen skall bli statsreligion.

### Islam
Indiens andra stora religion kom med araberna till Indien redan på 700-talet och spreds på 1500- och 1600-talen i Mogulriket. Under den brittiska tiden var omkring 25 procent av Indiens befolkning muslimer. Efter landets delning 1947 (och upprättandet av det islamiska Pakistan, senare staterna Pakistan och Bangladesh) utgör muslimerna numera drygt 10 procent (bortåt 100 milj.) De är utbredda över hela landet och är i majoritet i det omstridda Kashmir, där den muslimska separatismen är stark. Indien plågas sedan länge av motsättningar främst mellan hinduer och muslimer, och upplopp och massflykt följde omedelbart på Indiens delning 1947.

### Religiösa minoriteter
En viktig religiös grupp är sikherna som har sitt främsta fäste i Punjab. Indiska regeringen har bekämpat militanta sikher, som kräver en självständig stat (Khalistan). Konflikter förekommer mellan muslimer och sikher och mellan hinduer och sikher. Den indiska centralregeringens stormning av sikhernas heliga tempel i Amritsar utlöste mordet på Indira Gandhi 1984 (utfört av sikher i hennes livvakt). Buddhismen, som uppstod i Indien på 500-talet f.Kr. och för en tid trängde undan hinduismen, utrotades nästan helt på 1200-talet av de muslimska erövrarna. I dag finns den kvar främst i Himalaya (i sin tibetanska form, lamaism). Ur buddhismen utvecklades en asketisk, icke-våldsinriktad rörelse, jainismen, med få men inflytelserika anhängare; många är köpmän. Parserna bor främst kring Bombay och utgör en liten men ekonomiskt viktig grupp. Deras tro härrör från det forna Persien. I Indien finns också kristna (ca 2 procent) främst på sydvästkusten (Kerala och f.d. portugisiska Goa) samt ett litet antal judar.